# Martin Habermann

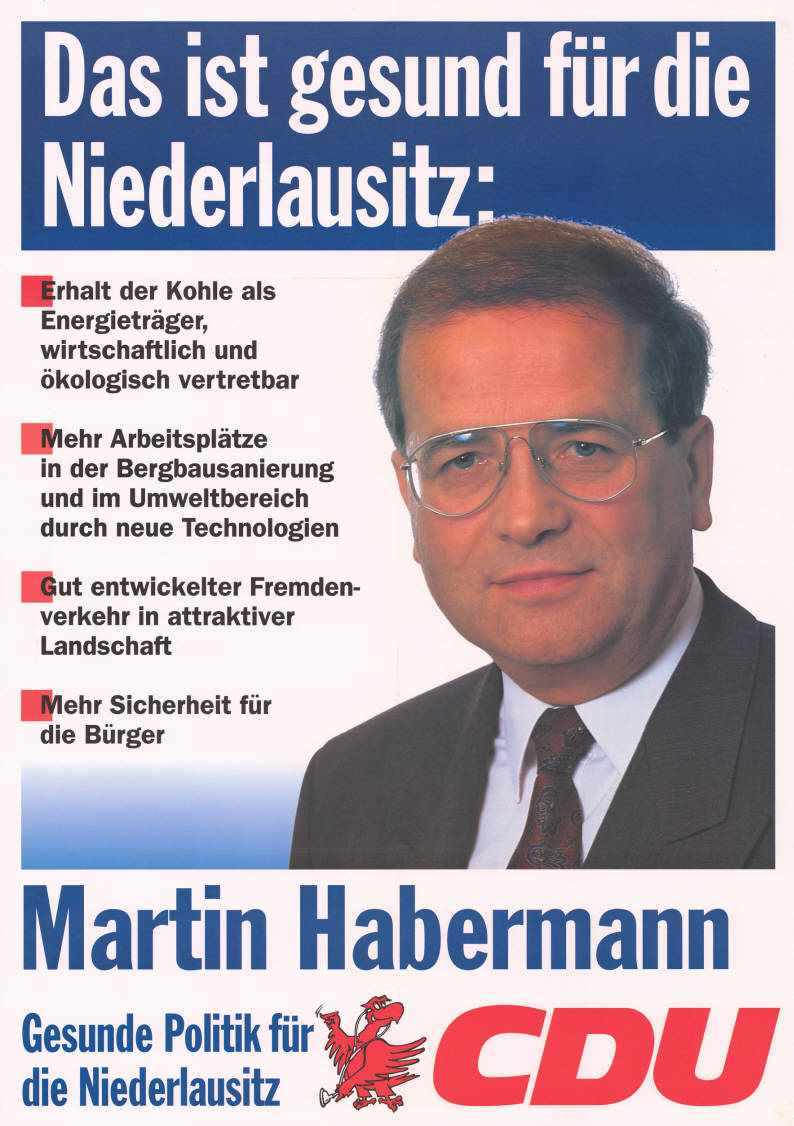
Kandidatenplakat zur Landtagswahl in Brandenburg 1994

Martin Habermann (* 2. Januar 1943 in Sagan) ist ein deutscher ehemaliger Politiker (CDU). Von 1990 bis 2004 war er Mitglied des Brandenburgischen Landtags.

## Leben
Nach der Schule machte Habermann eine Berufsausbildung zum Maschinisten für Dampferzeuger und Turbinenanlagen. Ab 1960 besuchte er die Arbeiter-und-Bauern-Fakultät der TH Dresden und studierte an der Hochschule anschließend Wärmetechnik. Von 1968 bis 1991 war er Mitarbeiter am Institut für Kraftwerke in Vetschau. 2016 wurde er „als Ausdruck der Anerkennung für das Lebenswerk sowie in Würdigung seiner hervorragenden Leistungen und Verdienste zum Wohle der Stadt Lübbenau/Spreewald“ zum Ehrenbürger seiner Heimatstadt ernannt. Habermann ist verheiratet und hat drei Kinder.

## Politik
Habermann ist seit Februar 1990 Mitglied der CDU. 1990 wurde er als Direktkandidat des Wahlkreises Calau II – Senftenberg II erstmals in den Landtag Brandenburg gewählt. Dort war er Mitglied des Hauptausschusses. Auch bei den Landtagswahlen 1994 und 1999 gelang ihm der Einzug in den Landtag, diesmal über die Landesliste. In allen drei Legislaturperioden war er Vizepräsident des Landtages. Außerdem war Habermann Mitglied der 10. und 12. sowie Ersatzmitglied der 11. Bundesversammlung.
Habermann war bis 2016 langjähriges Mitglied der Stadtverordnetenversammlung von Lübbenau und Vorsitzender der CDU-Fraktion.